# Гидроагрегат

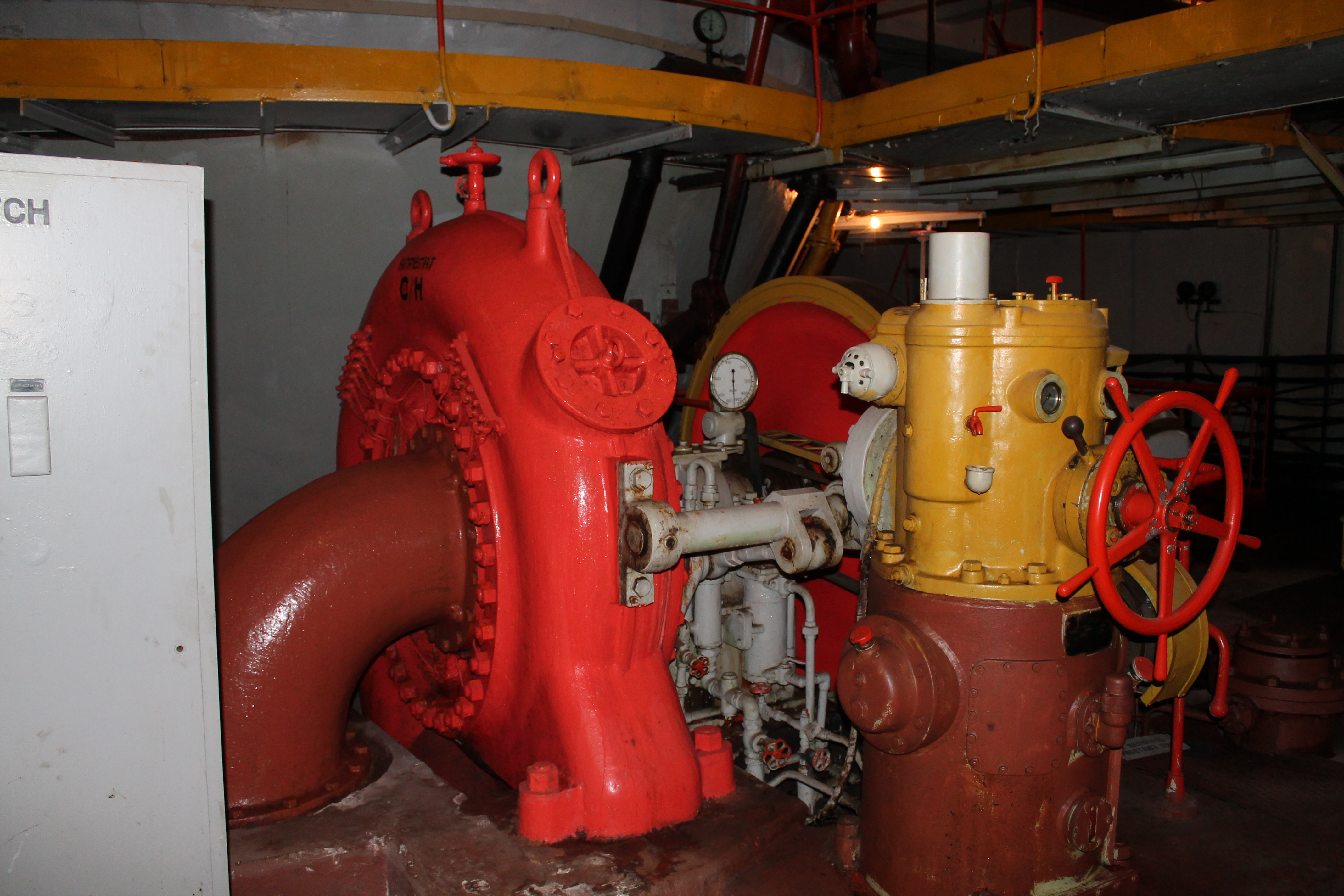
Гидроагрегат

Гидроагрегат (от гидро… и агрегат) — агрегат, объединяющий в своём составе гидротурбину и генератор гидротурбинный вместе с их вспомогательными системами.
Различают горизонтальные осевые и вертикальные гидроагрегаты.
Горизонтальные осевые гидроагрегаты делятся на прямоточные агрегаты и погруженные.
К последним относятся капсульные гидрогенераторы и шахтные с верховым и низовым расположением генератора.